# Список пенитенциарных учреждений Айдахо
Список пенитенциарных учреждений Айдахо составлен по материалам исправительного департамента штата, Федерального бюро тюрем, Бюро юридической статистики США и частных операторов тюрем.
По состоянию на конец 2011 года в пенитенциарных учреждениях штата содержалось 7739 заключённых (в 2010 году — 7431, в 2009 году — 7400). Исправительный департамент Айдахо управляет 8 тюрьмами и 4 центрами общественных работ. Кроме того, в штате расположены две частные тюрьмы, а часть заключённых из Айдахо содержится в частной тюрьме — исправительном центре Кит-Карсон (англ. Kit Carson Correctional Center, Колорадо). 
| Название учреждения | Тип и режим учреждения                                          | Месторасположение                            | Примечания |
| Учреждение максимального уровня безопасности Айдахо (англ. Idaho Maximum Security Institution)                                        | Тюрьма штата максимального уровня безопасности                  | Куна 43°28′14″ с. ш. 116°14′13″ з. д.        | Тюрьма открылась в 1989 году, вместимость — более 0,4 тыс. заключённых, имеются сектор для психически больных и камеры «смертников».                                                                                                   |
| Исправительное учреждение штата Айдахо (англ. Idaho State Correctional Institution)                                                   | Тюрьма штата среднего уровня безопасности                       | Куна 43°28′41″ с. ш. 116°13′06″ з. д.        | Вместимость — до 1,7 тыс. заключённых (в основном с большими сроками), имеются тюремная больница, секторы для психически больных и пожилых осуждённых, промышленное производство, оздоровительный центр, школа и часовня.              |
| Исправительное учреждение Айдахо-Орофино (англ. Idaho Correctional Institution-Orofino)                                               | Тюрьма штата среднего уровня безопасности                       | Орофино 46°29′30″ с. ш. 116°15′38″ з. д.     | Вместимость — до 0,55 тыс. заключённых, имеются сектор для осуждённых, которым в других учреждениях грозит насилие, классы профессионально-технического образования и трудовой лагерь Givens Hall.                                     |
| Исправительное учреждение Южного Айдахо (англ. South Idaho Correctional Institution)                                                  | Тюрьма штата минимального уровня безопасности                   | Куна 43°28′53″ с. ш. 116°13′50″ з. д.        | Вместимость — более 0,65 тыс. заключённых, имеется промышленное производство. |
| Исправительное учреждение Северного Айдахо (англ. North Idaho Correctional Institution)                                               | Тюрьма штата минимального уровня безопасности                   | Коттонвуд 46°04′48″ с. ш. 116°25′40″ з. д.   | Вместимость — более 0,4 тыс. заключённых. |
| Трудовой лагерь Сент-Энтони (англ. St. Anthony Work Camp)                                                                             | Тюрьма штата минимального уровня безопасности                   | Сен-Энтони 43°58′05″ с. ш. 111°41′36″ з. д.  | Вместимость — до 0,25 тыс. заключённых. |
| Женский исправительный центр Покателло (англ. Pocatello Women's Correctional Center)                                                  | Тюрьма штата                                                    | Покателло 42°50′34″ с. ш. 112°27′01″ з. д.   | Тюрьма открылась в 1994 году, вместимость — до 0,3 тыс. заключённых, имеются сектора всех уровней безопасности, центр по приёму и диагностике осуждённых, промышленное производство и классы профессионально-технического образования. |
| Женский исправительный центр Южного Бойсе (англ. South Boise Women's Correctional Center)                                             | Тюрьма штата минимального уровня безопасности                   | Куна 43°28′54″ с. ш. 116°13′52″ з. д.        | Вместимость — до 0,3 тыс. заключённых, имеются образовательные классы. |
| Центр общественных работ Восточного Бойсе (англ. East Boise Community Work Center)                                                    | Центр общественных работ штата минимального уровня безопасности | Бойсе 43°36′09″ с. ш. 116°09′49″ з. д.       | Центр открылся в 1980 году, в 1989 году стал женским учреждением, вместимость — 0,1 тыс. человек. |
| Исправительное учреждение / центр общественных работ Южного Айдахо (англ. South Idaho Correctional Institution Community Work Center) | Центр общественных работ штата минимального уровня безопасности | Куна 46°29′23″ с. ш. 116°15′37″ з. д.        | Центр открылся в 2004 году, вместимость — до 0,1 тыс. человек. |
| Центр общественных работ Айдахо-Фолс (англ. Idaho Falls Community Work Center)                                                        | Центр общественных работ штата минимального уровня безопасности | Айдахо-Фолс 43°27′44″ с. ш. 112°03′50″ з. д. | Центр открылся в 1996 году, вместимость — до 0,1 тыс. человек. |
| Центр общественных работ Нампы (англ. Nampa Community Work Center)                                                                    | Центр общественных работ штата минимального уровня безопасности | Нампа 43°35′56″ с. ш. 116°32′05″ з. д.       | Центр открылся в 1985 году, вместимость — до 0,1 тыс. человек. |
| Исправительный центр Айдахо (англ. Idaho Correctional Center)                                                                         | Частная тюрьма                                                  | Куна 43°28′04″ с. ш. 116°14′04″ з. д.        | Тюрьма открылась в 2000 году (управляется компанией Corrections Corporation of America), вместимость — до 2,1 тыс. заключённых, имеются сектора среднего и минимального уровня безопасности.                                           |
| Исправительная альтернативная программа размещения (англ. Correctional Alternative Placement Program)                                 | Частная тюрьма минимального уровня безопасности                 | Куна 43°28′14″ с. ш. 116°14′13″ з. д.        | Тюрьма открылась в 2010 году (управляется компанией Management Training Corporation), вместимость — до 0,45 тыс. заключённых, специализируется на лечении наркоманов и алкоголиков.                                                    |